# متلازمة تضيق الأوعية الدموية الدماغية العكوسة
متلازمة تضيق الأوعية الدموية الدماغية العكوسة (بالإنجليزية: Reversible cerebral vasoconstriction syndrome)، (وتُدعى كذلك متلازمة كول فليمنغ Call-Fleming) مرض يتسم بنوبات من الصداع الرعدي المفاجئ تستمر لأسابيع، وعلامات عصبية بؤرية تظهر أحيانًا، ونوبات من الصرع من حين إلى آخر. يُعتقد بأن الأعراض تظهر نتيجة تشوهات عابرة في الأوعية الدموية للدماغ. وقد ترتبط في بعض الحالات بالولادة أو العقاقير غير المشروعة أو العقاقير النشطة وعائيًا أو مضاعفات الحمل.
تختفي كافة الأعراض من تلقاء نفسها عند الغالبية العظمى من المرضى في غضون ثلاثة أسابيع. ويظهر العجز لدى أقلية صغيرة منهم، وقد يؤدي في حالات نادرة جدًا إلى المضاعفات الشديدة أو الوفاة. ويُعتبر التشخيص التفريقي مهمًا في هذه الحالة، لأن أعراض المرض تظهر في كثير من الأمراض المهددة للحياة.

## السمات
يعد الصداع الرعدي المفاجئ المتكرر من أهم أعراض متلازمة تضيق الأوعية الدموية الدماغية العكوسة، إذ يعاني منه أكثر من 95% من المرضى. ويكون العرض الوحيد في ثلثي الحالات. وعادة ما تكون نوبات الصداع ثنائية وشديدة جدًا، وتصل إلى أقصى شدتها خلال دقيقة. قد يستمر الصداع لفترة تمتد من دقيقة واحدة إلى أيام، وقد يصاحبه غثيان أو رهاب من الضوء أو رهاب من الصوت أو تقيؤ. لا يعاني بعض المرضى إلا من نوبة صداع واحدة، لكن عدد النوبات يصل في المتوسط إلى أربع نوبات على مدار فترة تمتد من أسبوع إلى أربعة أسابيع. ويظهر صداع خفيف وأكثر اعتدالاً بين النوبات الشديدة لدى نصف المرضى.
يعاني 1-17% من المرضى من نوبات صرع. ويُظهر 8-43% من المرضى مشاكل عصبية، وخاصة الاضطرابات البصرية، وقد يعانون كذلك من شلل نصفي وترنح وعسر القلب وفقدان القدرة على الكلام والتنميل. تختفي هذه المشاكل العصبية عادة في غضون دقائق أو ساعات، قد يشير ازدياد الأعراض المستمرة إلى احتمالية حدوث سكتة دماغية. وتعاني أقلية صغيرة من المرضى من متلازمة اعتلال الدماغ الخلفي العكوسة. 
تضم هذه الحالة خاصية فريدة من نوعها وهي أن الشرايين الدماغية للمريض قد تنقبض وتسترخي ذهابًا وإيابًا تلقائيًا على مدار فترة زمنية دون تدخل أو نتائج سريرية. يُعرّف التشنج الوعائي (Vasopasm) على أنه حالة تؤدي إلى نزف تحت العنكبوتية الشائع  وتمدد الأوعية الدموية في الدماغ، لكن في حالة متلازمة تضيق الأوعية الدموية الدماغية العكوسة، لا يعاني إلا 25% من المرضى من أعراض نزف تحت العنكبوتية.

## الأسباب
يُعتقد أن السبب الرئيسي لأعراض المتلازمة هو إما تقلص الأوعية الدموية في الدماغ أو تمددها. وما زالت طريقة نشوء المرض غير معروفة بشكل قاطع، لكن يحتمل أنها تنشأ من حالات مرضية مختلفة.
يرتبط ثلثا حالات متلازمة تضيق الأوعية الدموية الدماغية العكوسة بحالة رئيسية أو ظروف خطرة، وأبرزها تعاطي العقاقير الترفيهية أو النشطة وعائيًا  أو مضاعفات الحمل (مثل تسمم الحمل وما قبل تسمم الحمل)، وفترة التكيف ما بعد الولادة التي تُدعى النفاس. ويعزى تعاطي العقاقير النشطة وعائيًا إلى 50% من الحالات. وتشتمل تلك العقاقير على مثبطات استرداد السيروتونين الانتقائية وحبوب انقاص الوزن مثل الهيدروكسيكت (Hydroxycut) ومنبهات الودي- ألفا لإزالة الاحتقان وأدوية الصداع النصفي الحاد والسودوإفدرين والأدرينالين والكوكايين والماريغوانا وغيرها. وتظهر أحيانًا بعد نقل الدم أو بعض العمليات الجراحية أو السباحة أو الاستحمام أو مغامرات تسلق المرتفعات الشاهقة أو النشاط الجنسي أو التمرين أو السعال. وقد تستغرق الأعراض أيامًا أو أشهر لتظهر بعد حدوث المسبب.

## التشخيص
يجب أن يستبعد المُعالج أولًا الحالات ذات الأعراض المماثلة، مثل نزف تحت العنكبوتية والسكتة الدماغية والسكتة النخامية وتسلخ الشريان الدماغي والتهاب السحايا ومتلازمة تسرب السائل النخاعي. قد يشمل ذلك فحص الأشعة المقطعية والبزل القطني والتصوير بالرنين المغناطيسي. وتظهر متلازمة اعتلال الدماغ الخلفي العكوسة أعراضًا مشابهة، وتوجد في 10-38% من مرضى متلازمة تضيق الأوعية الدموية الدماغية العكوسة.
تُشخص المتلازمة بالتحري عن انتشار تضيق الأوعية الدماغية العكوسة. وتمثل قسطرة تصوير الأوعية الدموية وسيلة مثالية لهذا الغرض، لكن تصوير الأوعية الطبقي المبرمج  وتصوير الأوعية بالرنين المغناطيسي يساعد في تشخيص 70% من الحالات. وقد تدعو الحاجة إلى تصوير الأوعية الدموية المتعددة. ولأن الأمراض الأخرى (مثل تصلب الشرايين) تُظهر تصوير وعائي مماثل، فلا يمكن تشخيص المتلازمة بصورة قاطعة إلا إن حلت مشكلة تضيق الأوعية الدموية خلال ثلاثة شهور.

## توقعات سير المرض
تختفي جميع الأعراض عادة في غضون ثلاثة أسابيع، وقد تدوم أيامًا فقط. ولم يظهر عجز دائم سوى في أقلية من المرضى تتراوح في دراسات مختلفة بين 10% إلى 20%. ويعاني أقل من 5% من المرضى من تضيق الأوعية الدموية المتقدم، وقد يؤدي ذلك إلى سكتة دماغية أو وذمة دماغية أو حتى الموت. وتشيع المضاعفات الشديدة أكثر لدى الأمهات بعد الولادة.

## علم الأوبئة
ما زال معدل حدوث المتلازمة مجهولًا، لكن يُعتقد أنه ليس شائعًا ولا محتملًا أن يكون تشخيصه دون المستوى المطلوب. ووجدت دراسة صغيرة، ربما تكون متحيزة، أن الحالة في نهاية المطاف شخصت لدى 45% من المرضى الخارجيين المصابين بالصداع المفاجئ و46% من المرضى الخارجيين المصابين بالصداع الرعدي المفاجئ.
يبلغ متوسط عمر المرضى عند تشخيصهم بالمتلازمة 42 عامًا، لكنها لوحظت كذلك لدى المرضى الذين تتراوح أعمارهم من 19 شهرًا إلى 70 عامًا. ومن النادر أن يتأثر الأطفال بها. وهي أكثر شيوعًا لدى الإناث، إذ تبلغ نسبة المصابين الإناث إلى المصابين الذكور 1:2.4.

## العلاج
اعتبارًا من عام 2014، لم يتم حتى الآن التحقيق في أي إستراتيجية علاجية ضمن نطاق التجارب السريرية العشوائية. وقد تساعد أدوية الفيرباميل (Verapamil) والنيموديبين (Nimodipine) ومُحصِرات قنوات الكالسيوم على تقليل شدة نوبات الصداع ومعدلاتها. ويمكن أن يوصي الطبيب بالراحة وتجنب الأنشطة أو تفادي العقاقير النشطة وعائيًا والتي تحفز ظهور الأعراض. ومن الممكن أن تساعد مسكنات الألم ومضادات الاختلاج في تنظيم الألم ونوبات الصرع، على التوالي.

## التاريخ
ظهرت دراسات الحالات بدايةً في الستينات، لكن لم يتم التعرف عليها آنذاك ككيان مميز. وفي العام 1983، نشر الباحثون الفرنسيون سلسلة حالات من أحد عشر مريضًا، واصفين الحالة الحادة باعتلال حميد في الأوعية الدموية الدماغية. كان غريغوري كول وماري فليمينغ أول مؤلفين يكتبان تقريرًا تناول فيه أطباء من مستشفى ماساتشوستس العام بقيادة تشارلز ميلر فيشر 4 حالات مرضية، فضلًا عن 12 دراسة لحالات سابقة، وصاحبت تلك الحالات أعراضًا مميزة ونتائج لتصوير الأوعية الدماغية غير الطبيعية. ويشار إلى المتلازمة باسم كول فليمنغ نسبة إلى هذين الباحثين.
أجرى لونارد كالابريس وزملاؤه مراجعة في العام 2007، واقترحوا فيها تسمية المتلازمة بمتلازمة تضيق الأوعية الدماغية العكوسة، واكتسب الاسم قبولًا واسع الانتشار منذ ذلك الحين. يجمع هذا الاسم بين حالات مختلفة تم التعامل معها في السابق على أنها كيان مميز، بما في ذلك متلازمة كول فليمنغ وإعياء ما بعد الولادة واعتلال الأوعية الدموية الناجم عن المخدرات. وما زالت تُستخدم أسماء أخرى لأشكال معينة من الحالة.